# 賦環空間
賦環空間 （ringed space） 在數學上係指一個拓撲空間配上一個交換環層，其中特別重要的一類是局部賦環空間。此概念在現代的代數幾何學佔重要角色。

## 定義
- 一個賦環空間是一組資料{\displaystyle (X,{\mathcal {O}}_{X})}，其中{\displaystyle X}為一拓撲空間而{\displaystyle {\mathcal {O}}_{X}}是其上的交換環層。
- 若{\displaystyle {\mathcal {O}}_{X}}在每一點的莖都是局部環，則稱之局部賦環空間。

全體賦環空間構成一個範疇，{\displaystyle (X,{\mathcal {O}}_{X})}到{\displaystyle (Y,{\mathcal {O}}_{Y})}的態射是一組{\displaystyle (f,f^{\sharp })}，其中{\displaystyle f:X\rightarrow Y}是連續映射，{\displaystyle f^{\sharp }:{\mathcal {O}}_{Y}\rightarrow f_{*}{\mathcal {O}}_{X}}是環層的態射（ {\displaystyle f_{*}{\mathcal {O}}_{X}}定義為{\displaystyle V\mapsto {\mathcal {O}}_{X}(f^{-1}(V))}）。
局部賦環空間亦成一範疇，其態射除上述要求外，還須滿足：對每一點{\displaystyle x\in X}，{\displaystyle f^{\sharp }}在莖上誘導的自然態射{\displaystyle f_{x}^{\sharp }:{\mathcal {O}}_{Y,f(x)}\rightarrow {\mathcal {O}}_{X,x}}必須是局部的（若{\displaystyle (A,{\mathfrak {m}}),(B,{\mathfrak {n}})}是局部環，環同態{\displaystyle \phi :A\rightarrow B}滿足{\displaystyle \phi ^{-1}({\mathfrak {m}})={\mathfrak {n}}}，則稱φ為局部的）。

## 例子
- 設{\displaystyle X}為任一拓撲空間，{\displaystyle {\mathcal {O}}_{X}:U\mapsto C(U)}（{\displaystyle C(U)}表 U 上的連續函數），則{\displaystyle (X,{\mathcal {O}}_{X})} 成一局部賦環空間：{\displaystyle {\mathcal {O}}_{X,x}}的唯一極大理想由在{\displaystyle x}消沒的函數構成。拓撲空間之間的連續映射誘導出局部賦環空間的態射，反之亦然。
- 上述例子中的{\displaystyle X}可代以微分流形或複流形，並將{\displaystyle {\mathcal {O}}_{X}(U)}代以{\displaystyle U}上的光滑函數或全純函數。
- 交換環譜{\displaystyle (\mathrm {A} ,{\mathcal {O}}_{A})}。給定環同態{\displaystyle \phi :A\rightarrow B}，φ誘導出局部賦環空間的態射{\displaystyle (f,f^{\sharp })}；反之任一態射皆由環同態給出。

為了刻劃這些態射，局部的條件在此不可或缺，它可被視為{\displaystyle X}與{\displaystyle {\mathcal {O}}_{X}}之間的聯繫；例如，若不要求局部性，則交換環譜的態射不一定由環同態給出——儘管從古典角度看這是必然的。